# Josephus Adjutus

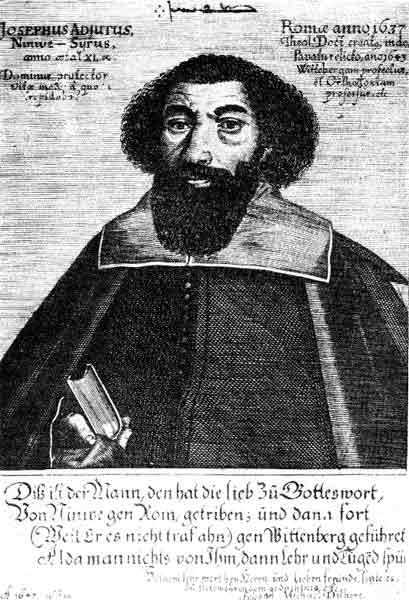
Josephus Adjutus auf einem Kupferstich von 1647

Josephus Adjutus (* 1602 wohl in Mosul; † 21. Mai 1668 in Wittenberg) war zunächst Franziskanerkonventual, dann protestantischer Konvertit und Sprachlehrer in Wittenberg, der mit kontroverstheologischen und politischen Schriften hervorgetreten ist.

## Biographie
Als seinen Geburtsort bezeichnete Josephus Adjutus die Stadt Ninive, womit er im 17. Jahrhundert wohl die Stadt Mosul im heutigen Irak gemeint haben dürfte. Offenbar aus einer chaldäisch-katholischen Familie stammend, sandten Verwandte ihn im Alter von vier Jahren nach dem Tod seiner Eltern zur Erziehung nach Jerusalem. Bis zum Alter von 11 Jahren wurde er in Palästina erzogen und kam dann nach Neapel, wo er in den Konvent der Minoriten eintrat und den Ordensnamen Hugo Maria annahm. Nach fortgesetzten Studien wurde er Diakon und 1632 von Basile Cacace, dem Titularerzbischof von Ephesus, zum Priester geweiht. Nach drei Jahren des Studiums am Collegium Bononiense in Bologna verlieh ihm 1637 der franziskanische Generalminister Giovanni Battista Berardicelli den Grad eines Doktors der Theologie.
Nach seinem eigenen Bericht leitete Adjutus den Franziskanerkonvent an St. Jakob in Prag, wo er disziplinarische Maßnahmen durchführen wollte, als er sich einer als ungerecht empfundenen Anordnung des Provinzialministers Ferdinand Welguber zur Rückversetzung nach Italien entzog und zunächst nach Dresden, dann nach Wittenberg floh, das er als „neues Jerusalem“ pries.
Nachdem er bereits am 9. Juni 1643 in die dortige Universität aufgenommen worden war, hielt er wenige Monate später an der Leucorea eine Oratio revocatoria, in der er seine Abkehr von der römischen Kirche erklärte, der er die üblichen lutherischen Vorwürfe machte: Verachtung der heiligen Schrift, daraus erwachsende Irrtümer in der Lehre und verschiedene verwerfliche Verhaltensweisen wie die Tyrannei ihrer Kirchenfürsten.
Ein Überläufer aus dem Franziskanerorden, gar ein promovierter katholischer Theologe, war ein spektakulärer Fall, der auch dem sächsischen Hof sehr gelegen kam. So verschaffte ihm Kurfürst Johann Georg 1645 zunächst eine Pfründe und 1646 auch noch eine mit 50 Gulden und einer Dienstwohnung dotierte außerordentliche Professur für italienische Sprache in Wittenberg. 1647 verheiratete Adjutus sich mit Blandina Schröder († 1680), verwitweter Cotta, und hatte mit ihr einen Sohn namens Johannes. Den Wittenberger Quellen zufolge war Adjutus auch als Gastwirt tätig, der in außerordentlichem Umfang Wein ausschenkte und eigenes Bier braute.
Als Sprachlehrer scheint Adjutus nicht sonderlich hervorgetreten zu sein. Eine größere Rede über Ursprung und Entwicklung der lateinischen zur italienischen Sprache, zu der das Wittenberger akademische Publikum im Jahre 1647 eingeladen wurde, ist nicht im Druck erschienen. So liegt seine Bedeutung neben den veröffentlichten Schriften vor allem in seinem außergewöhnlichen Lebenslauf, der die Anziehungskraft Wittenbergs noch im 17. Jahrhundert beweist.

## Werke
Die ersten in Wittenberg erschienenen Schriften sind Reden, die sich gegen sein früheres katholisches Bekenntnis wandten, später veröffentlichte er Überlegungen zur Politik:
- Oratio Revocatoria. Röhner, Wittenberg 1643. (Digitalisat)
- Oratio De Certitudine Gratiae. Röhner, Wittenberg 1645. (Digitalisat)
- Oratio De Potestate Romani Episcopi. Röhner, Wittenberg 1646. (Digitalisat)
- Speculum […] De Hodiernorum Monachorum Votis. Wendt, Wittenberg 1650. (Digitalisat)
- Axiomata Politica, Unde Industrius Studiosus Prudentiam Atque Varia Politicorum Arcana Ad Rationem Status Et Regiminis Pertinentia Consequetur Facile. Ölschlegel,  Wittenberg 1656. (Digitalisat)
- Tractatus Politicus De Clementia Et Regimine Boni Principis. Wittenberg 1664. (Digitalisat)